# Tomingaj
Tomingaj (em sérvio:  Томингај) é uma vila na Croácia. Nikola Tesla viveu em Tomingaj por um período de sua vida.

## População
De acordo com o censo de 2011, Tomingaj tinha 26 habitantes.

### Censo de 1991
De acordo com o censo de 1991, o assentamento de Tomingaj tinha 292 habitantes, que foram declarados etnicamente da seguinte forma: de um total de 292 habitantes, 279 (95,54%) eram sérvios e os demais (13 - 4,45%) não foram idenfiticados.

### Censo austro-húngaro de 1910
De acordo com o censo de 1910, o assentamento de Tomingaj tinha 1.256 habitantes, em 8 aldeias, que foram declaradas linguística e religiosamente da seguinte forma:
| População por idioma | croata ou sérvio |
| -------------------- | ---------------- |
| Čanković-draga       | 206              |
| Deringaj Gračački    | 268              |
| Dragosavci           | 88               |
| Ljubović Tomingajski | 19               |
| Tomingaj             | 355              |
| Tomingaj Bruvanjski  | 217              |
| Tupala Tomingajska   | 44               |
| Ušiva Draga          | 59               |
| Total                | 1.256 (100%)     |

| População por religião | Ortodoxa oriental |
| ---------------------- | ----------------- |
| Čanković-draga         | 206               |
| Deringaj Gračački      | 268               |
| Dragosavci             | 88                |
| Ljubović Tomingajski   | 19                |
| Tomingaj               | 355               |
| Tomingaj Bruvanjski    | 217               |
| Tupala Tomingajska     | 44                |
| Ušiva Draga            | 59                |
| Total                  | 1.256 (100%)      |

| População | População | População | População | População | População | População | População | População | População | População | População | População | População | População | População |
| --------- | --------- | --------- | --------- | --------- | --------- | --------- | --------- | --------- | --------- | --------- | --------- | --------- | --------- | --------- | --------- |
| 1857      | 1869      | 1880      | 1890      | 1900      | 1910      | 1921      | 1931      | 1948      | 1953      | 1961      | 1971      | 1981      | 1991      | 2001      | 2011      |
| 1.093     | 1.470     | 1.039     | 1.291     | 1.366     | 1.256     | 1.197     | 1.226     | 761       | 616       | 539       | 432       | 269       | 292       | 21        | 26        |

## Literatura
- Savezni zavod za statistiku e evidências FNRJ e SFRJ, popis stanovništva 1948, 1953, 1961, 1971, 1981. i 1991. godine.
- Knjiga: "Narodnosni i vjerski sastav stanovništva Hrvatske, 1880–1991: po naseljima, autor: Jakov Gelo, izdavač: Državni zavod za statistiku Republike Hrvatske, 1998.,ISBN 953-6667-07-X ,ISBN 978-953-6667-07-9.